# Křížová cesta (Stonařov)
Křížová cesta ve Stonařově na Jihlavsku vede na vršek Kalvárie východně od města.

## Historie
Křížová cesta je tvořena čtrnácti kamennými kapličkami, které mají na soklu upevněnu obdélnou kamennou desku s mělkou nikou pro pašijový výjev a na vrcholu vysoký kamenný kříž. Původní zastavení z roku 1926 byla časem poražena a rozlámána. Roku 2014 byla cesta obnovena, nová zastavení zhotovil kamenosochař Josef Máca z Kališť. Původní zastavení zůstalo pouze jedno (první v řadě), zbývající byla zhotovena nová.

### Kaple
Křížová cesta vede na Kalvárii ke kapli postavené roku 1926 na památku padlých v 1. světové válce. V 50. letech 20. století byla kaple spolu s křížovou cestou poničena. Obec poutní areál roku 2014 opravila, kaple stojí v původní podobě na původním místě. Má novou střechu, zařízena je replikami původního dřevěného sousoší svaté Anny a Panny Marie, které vytvořil roku 2014 řezbář Jaroslav Hlaváček z Batelova. Původní sousoší je uloženo na faře ve Stonařově. Spolu s kaplí a křížovou cestou byl roku 2014 opraven také kříž stojící vedle kaple.
Opravený areál křížové cesty byl slavnostně vysvěcen dne 27. září 2014.

## Galerie

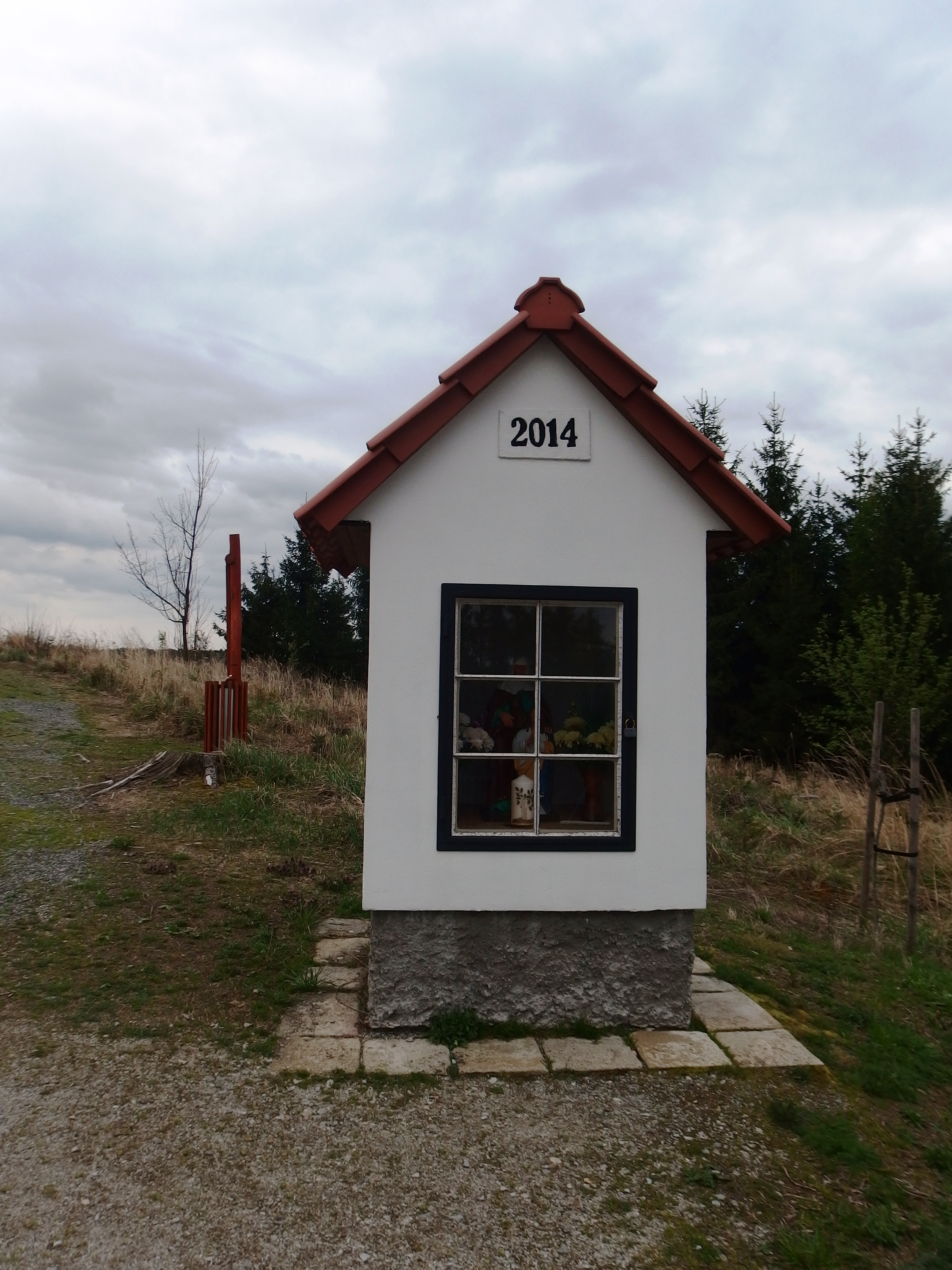
Stonařov, kaplička